# Veliko slano jezero (Sveti Martin)
Veliko slano jezero  (fra. Étang salé de Grande Baie) je jezero površine 188 ha u državi Sint Maarten na otoku Saint Martin u nizozemskim Karibima. BirdLife International ga je označio kao važno područje za ptice jer se tu sezonski okuplja velik broj  astečkih galebova. Nalazi se na rubu glavnog grada Philipsburga i najveći je ribnjak na otoku. Ima visoku slanost (27-38 dijelova na tisuću) i trpi zagađenje od odlagališta i gradskih slivnih voda.